# Аз съм Франки
„Аз съм Франки“ (на английски: I Am Frankie) е американски сериал, драма на „Никелодеон“ от 4 септември 2017 г. до 4 октомври 2018 г. Алекс Хук изиграва едноименната роля на Франки Гейнс. Той е базиран на едноименния колумбийски сериал, създаден от Марсела Цитерио.

## Актьорски състав
- Алекс Хук – Франки, момиче андроид
- Уриел Балдеско – Лучия
- Армани Барет – Байрън
- Кристи Бекет – Макайла (сезон 1)
- Кайсън Фейсър – Андрю
- София Форест – Джени Гейнс
- Мохана Кришман – Тами
- Джейс Мроз – Роби (сезон 1)
- Никол Алайс Нелсън – Дейтън Рийс
- Карсон Роуланд – Кол Рийс
- Джей Ди Балард – господин Кингстън
- Тод Алън Дъркън – Джеймс Питърс
- Джой Кигин – госпожа Хоу
- Майкъл Лорино – Уил Гейнс
- Кари Шрьодер – Сигърни Гейнс
- Марк Джейкъбсън – гласът на ПЕГС1
- Аминс Алзума – Рейчъл (сезон 2)
- Закари Уилямс – Зейн (сезон 2)
- Томи Роуз – Симоне (сезон 2)
- Джейми Лейк – Синтия (сезон 2)
- Аштън Хийткоут – Бето (сезон 2)

### Повтарящи се роли
- Джъстин Ярзомбек – Джон (сезон 1)
- Рейчъл Томсън – инженер Андерсън (сезон 1)
- Дейвид Кели – агент на WARPA (сезон 1)
- Джей Скот Браунинг – техник на WARPA (сезон 2)
- Трейси Виу – техник на WARPA (сезон 2)
- Клейтън Роял Джонсън – Долф (сезон 2)
- Шон Патрик Доусън – Лундгрен (сезон 2)

## В България
В България сериалът започва излъчване по локалната версия на „Никелодеон“ на 1 октомври 2018 г. Дублажът е нахсинхронен в студио „Александра Аудио“, а след това се премества в студио „Про Филмс“. В него участва Ралица Стоянова, която озвучава Франки. Преводът е на Цветина Петкова.